# مسنر ۶۰۷۷
سیارک ۶۰۷۷ (به انگلیسی: 6077 Messner، نامگذاری:1980TM) شش هزار و هفتاد و هفتمین سیارک کشف شده‌است که در ۳ اکتبر ۱۹۸۰ کشف شد.
قدر مطلق سیارک برابر ۱۲٫۶۰ است.